# Santa Elena, Durango
Santa Elena är en ort i Mexiko.   Den ligger i kommunen Mapimí och delstaten Durango, i den centrala delen av landet, 900 km nordväst om huvudstaden Mexico City. Santa Elena ligger 1 180 meter över havet och antalet invånare är 131.
Terrängen runt Santa Elena är platt. Runt Santa Elena är det mycket glesbefolkat, med 3 invånare per kvadratkilometer. Närmaste större samhälle är Morelos, 11,8 km norr om Santa Elena. Omgivningarna runt Santa Elena är i huvudsak ett öppet busklandskap.